# Acacia kelloggiana
Acacia kelloggiana é uma espécie de leguminosa do gênero Acacia, pertencente à família Fabaceae.